# Wschodząca gwiazda ÖBL
Wschodząca gwiazda ÖBL – nagroda przyznawana corocznie od sezonu 2014/2015 przez Austriacką Bundesligę Koszykówki (Österreichische Basketball Bundesliga), najlepszemu młodemu zawodnikowi (U23) rozgrywek zasadniczych ligi.

## Laureaci
| Klub (X) | oznacza kolejną nagrodę, przyznaną zawodnikowi tego samego klubu         |
|          | kolor oznacza klub, który w tym samym sezonie zdobył mistrzostwo Austrii |

| Sezon   | Zawodnik                                                                        | Poz.                                                                            | Zespół                                                                          | Przyp.                                                                          |
| ------- | ------------------------------------------------------------------------------- | ------------------------------------------------------------------------------- | ------------------------------------------------------------------------------- | ------------------------------------------------------------------------------- |
| 2014–15 | Daniel Friedrich                                                                | PG                                                                              | Allianz Swans Gmunden                                                           | [ 1 ]                                                                           |
| 2015–16 | Sebastian Käferle                                                               | PG                                                                              | Oberwart Gunners                                                                | [ 2 ]                                                                           |
| 2016–17 | Adrian Mitchell                                                                 | SG                                                                              | Allianz Swans Gmunden (2)                                                       | [ 3 ]                                                                           |
| 2017–18 | Matthias Linortner                                                              | SF                                                                              | Allianz Swans Gmunden (3)                                                       | [ 4 ]                                                                           |
| 2018–19 | Renato Poljak                                                                   | SF/PF                                                                           | Oberwart Gunners (2)                                                            | [ 5 ]                                                                           |
| 2019–20 | Nie przyznano z powodu pandemii COVID-19 i przedwczesnego zakończenia rozgrywek | Nie przyznano z powodu pandemii COVID-19 i przedwczesnego zakończenia rozgrywek | Nie przyznano z powodu pandemii COVID-19 i przedwczesnego zakończenia rozgrywek | Nie przyznano z powodu pandemii COVID-19 i przedwczesnego zakończenia rozgrywek |
| 2020–21 | Jakob Szkutta                                                                   | PG                                                                              | Wiedeń Timberwolves                                                             | [ 6 ]                                                                           |

## Nagrody według klubu
| Klub                  | Liczba nagród |
| --------------------- | ------------- |
| Allianz Swans Gmunden | 3             |
| Oberwart Gunners      | 2             |
| Wiedeń Timberwolves   | 1             |